# Käsmu

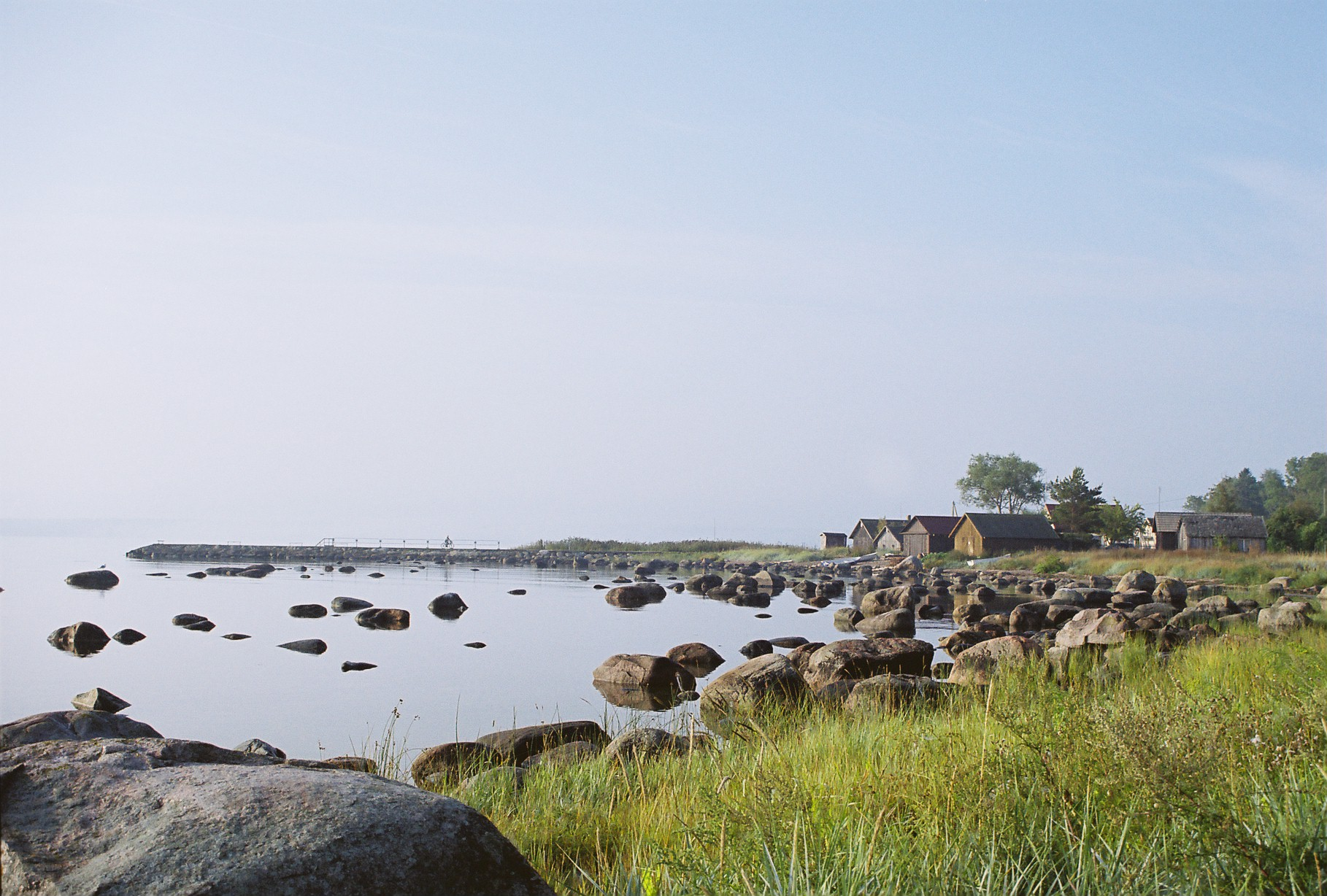
Blick auf Käsmu

Käsmu (deutsch Kasperwiek, schwedisch: Kaspervik) ist ein Dorf in der estnischen Gemeinde Haljala (bis 2017 Vihula) im Kreis Lääne-Viru. Zum Jahresende 2011 lebten dort 105 Einwohner (nach 131 Einwohnern per 2006).

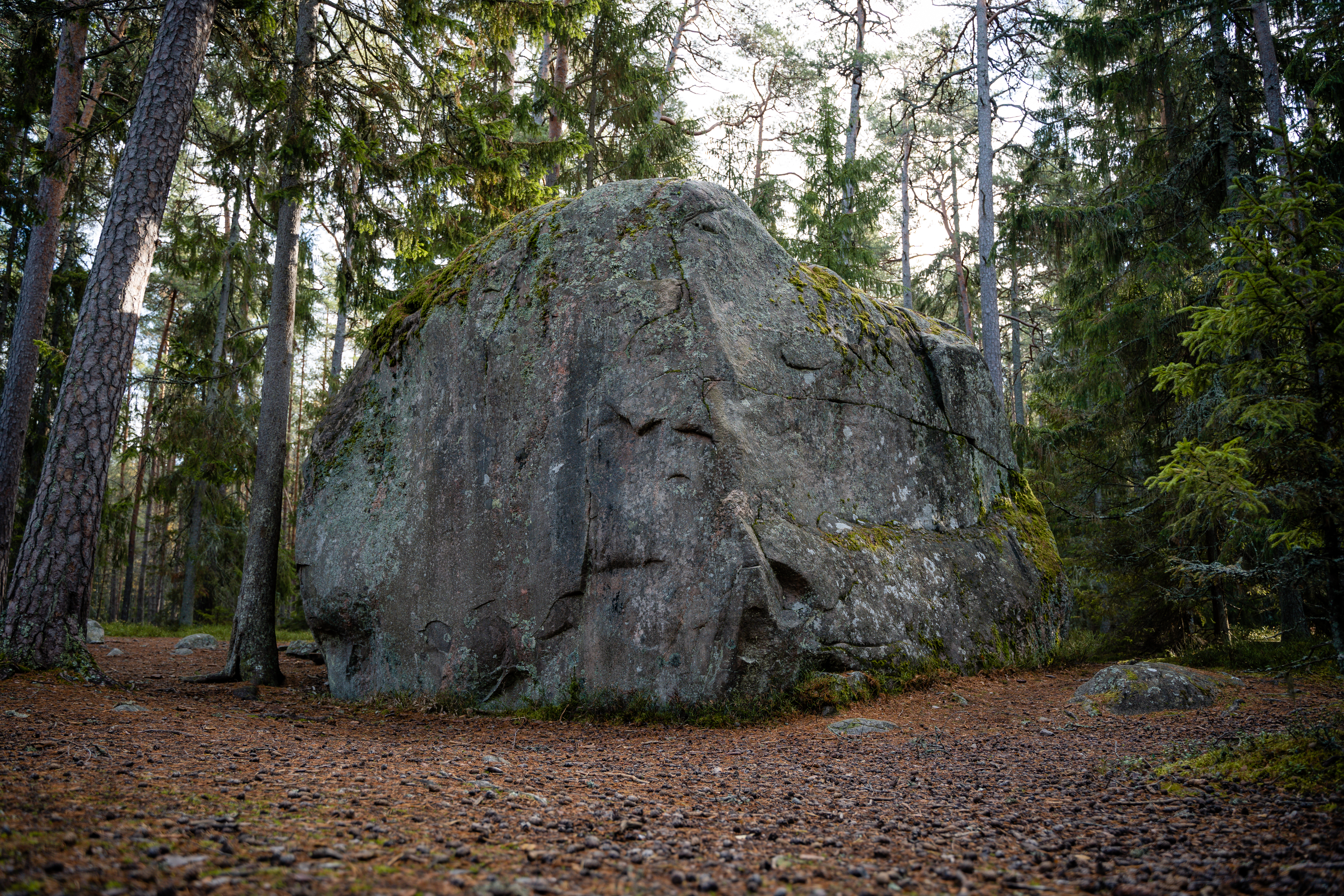
Findling Matsikivi

Das Dorf liegt am Westufer der Halbinsel Käsmu an der gleichnamigen Ostsee-Bucht. Es wurde erstmals 1453 als Kesamo urkundlich erwähnt. Die Benennung nach dem Wort kesä (Sommer) lässt auf einen nur in der warmen Jahreszeit genutzten Fischerhafen schließen. Die erste dauerhafte Besiedelung ist für das 16. Jahrhundert belegt.
Im 19. Jahrhundert war Käsmu bekannt für den schwunghaften Alkoholschmuggel über die Ostsee. Die Seeschifffahrts-Schule stammt von 1884 und war bis 1931 in Betrieb. Aus Käsmu stammte eine Vielzahl der estnischen Kapitäne des 19. und 20. Jahrhunderts. Käsmu ist heute noch als „Kapitänsdorf“ bekannt. Ein Leuchtturm wurde 1891 errichtet.
Seit der Mitte des 19. Jahrhunderts wurde Käsmu Ziel von deutschbaltischen und russischen Sommerurlaubern, Malern, Schriftstellern und Intellektuellen. In der Zeit der sowjetischen Besetzung Estlands wurden ein Pionierlager und ein Freizeitheim errichtet. Heute ist Käsmu wieder ein adrettes Dorf, das im Sommer zahlreiche in- und ausländische Touristen anzieht.
In Käsmu wird seit 2008 (mit Unterbrechungen) an einem Augustwochenende das Viru Folk Festival veranstaltet.
Im Wald von Käsmü liegt das größte Findlingsfeld Estlands. Der größte Findling, bekannt als der „Eremit“ (Matsikivi), ist 4,3 m hoch, 8,5 m lang, 7,1 m breit und hat einem Umfang von bis zu 23,4 m.

## Weblinks

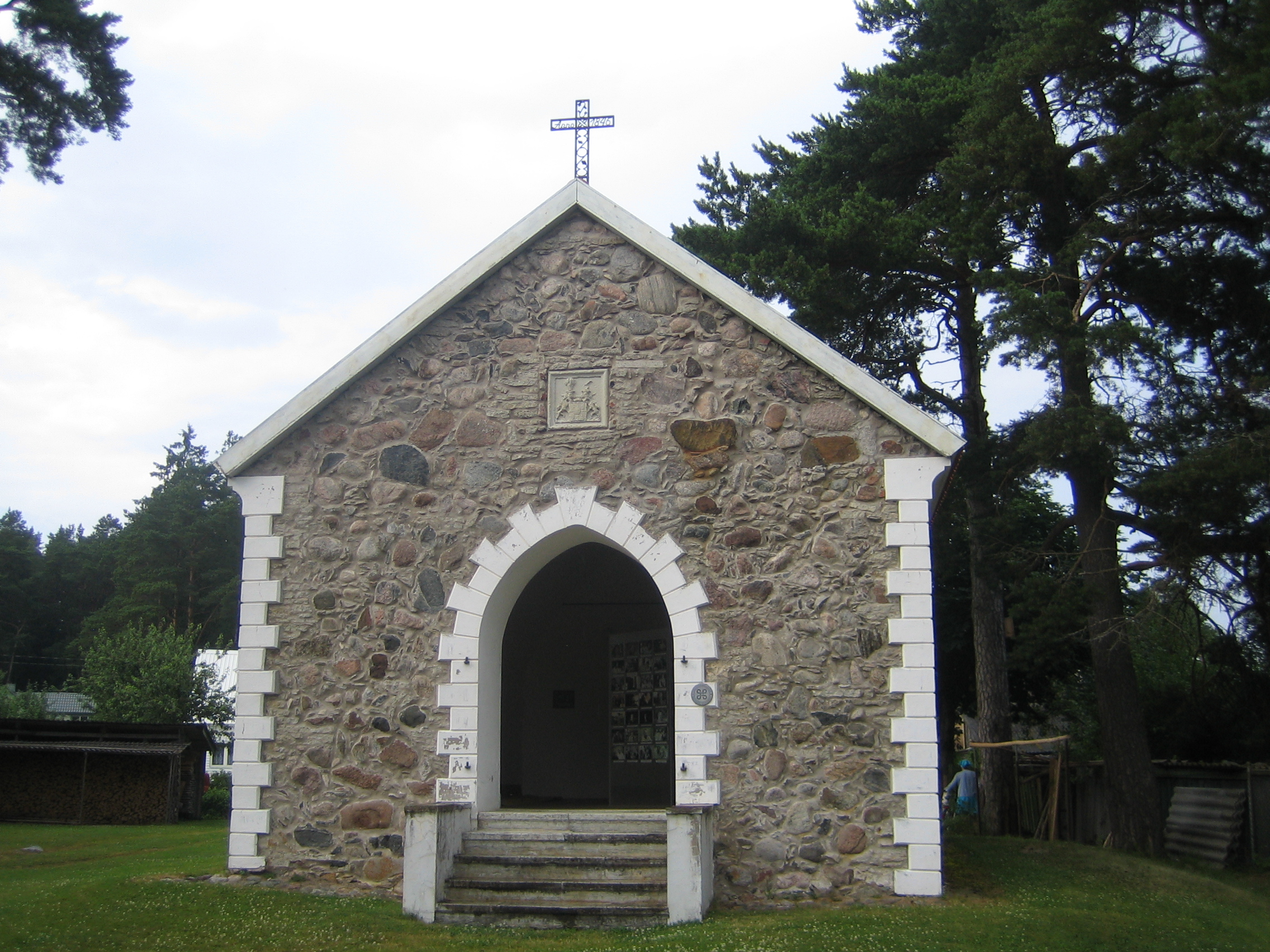
Die Dellingshausen-Kapelle